# Fytosterol

miroestrol

Fytosteroly, které zahrnují rostlinné steroly a stanoly, jsou fytosteroidy, podobně jako cholesterol, které se vyskytují v rostlinách a liší se pouze v řetězcích uhlíku a/nebo v přítomnosti nebo nepřítomnosti dvojité vazby. Stanoly jsou nasycené steroly, které nemají ve struktuře sterolového kruhu žádné dvojné vazby. Bylo identifikováno více než 200 sterolů a příbuzných sloučenin. Volné fytosteroly extrahované z olejů jsou nerozpustné ve vodě, relativně nerozpustné v oleji a rozpustné v alkoholech.
Potraviny obohacené fytosteroly a doplňky stravy byly prodávány po desetiletí. Navzdory dobře doloženým účinkům LDL cholesterolu neexistuje žádný vědecky prokázaný důkaz příznivého účinku na kardiovaskulární onemocnění nebo celkovou mortalitu.
Fytosteroly jsou průběžně zkoumány z hlediska jejich potenciálu inhibovat rakovinu plic, žaludku, vaječníků a prsu, stejně jako rakoviny tlustého střeva a prostaty.